# 折渡站
折渡站（日语：／ Oriwatari eki */?）是位於秋田縣由利本莊市岩城上黑川，屬於東日本旅客鐵道（JR東日本）的羽越本線車站。
大部分普通列車通過此站，在停站列車中，截至2013年3月修正時，下行秋田方向只有5班，上行酒田方向只有3班。本站與羽越本線的女鹿站和桂根站一樣，均在由國鐵轉移至JR時由信號站升級為車站。

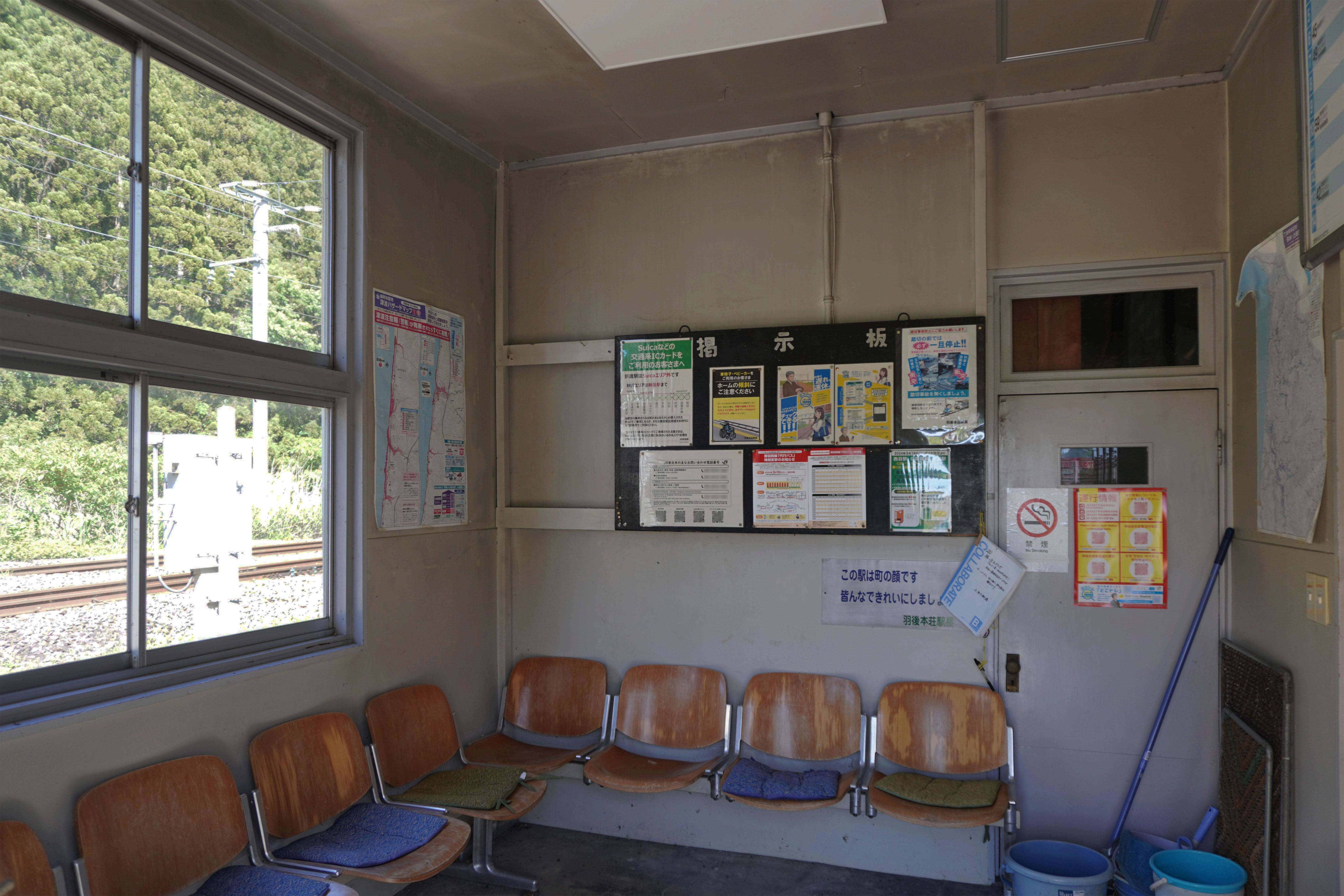
車站內部（2024年5月）

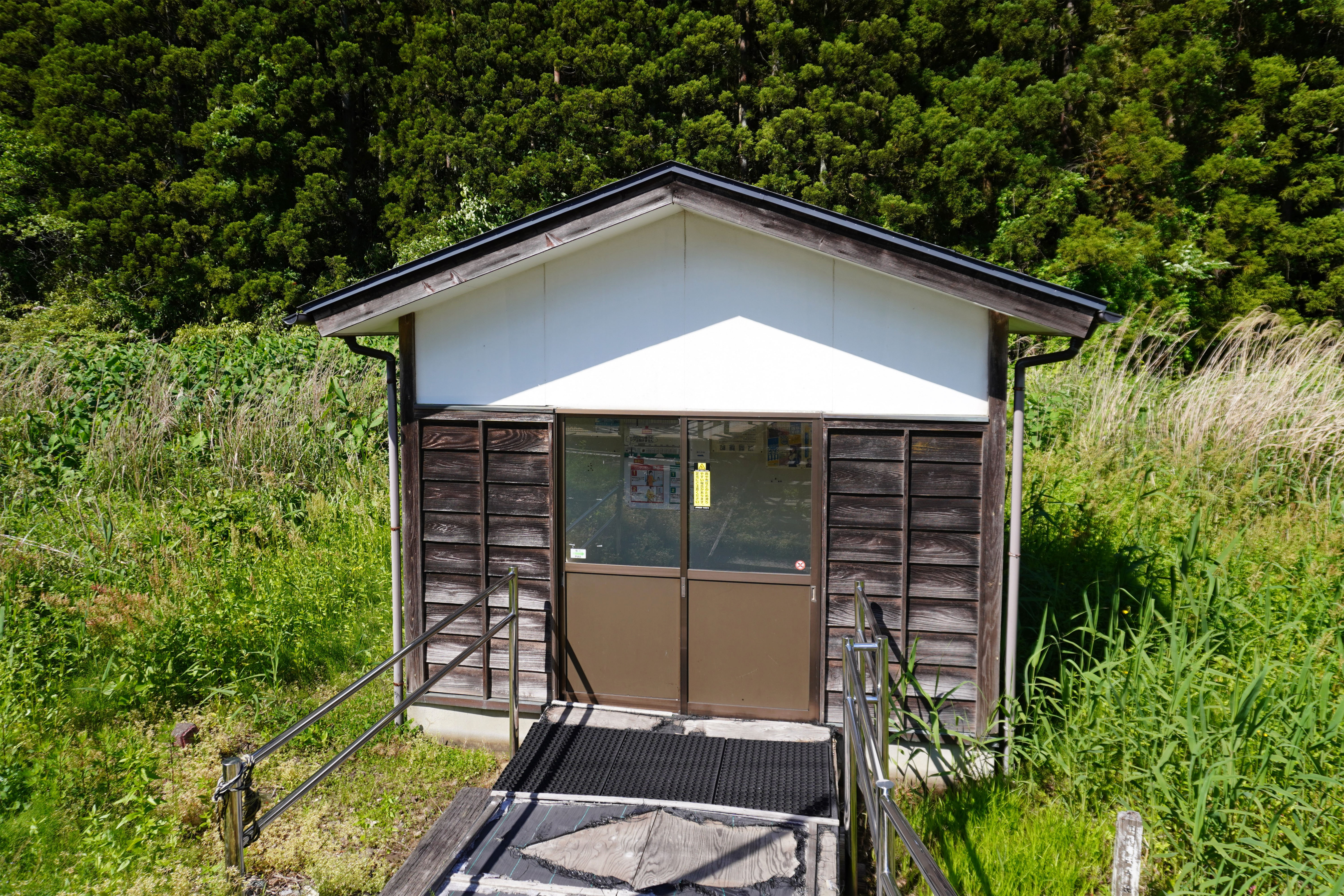
2號月台上的候車室（2024年5月）

## 歷史
- 1957年（昭和32年）9月28日：國鐵折渡信號站啟用，當時車站位於由利郡（日语：由利郡）岩城町（日语：岩城町）。
- 1972年（昭和47年）9月19日：羽後岩谷至折渡之間成為雙線鐵路。該同時信號站開始無人管理，並由當地居民監視和繼續可以進行上下車[1]。
- 1987年（昭和62年）4月1日：伴隨國鐵分割民營化，車站由東日本旅客鐵道（JR東日本）營運。同日升級為車站。

## 車站構造

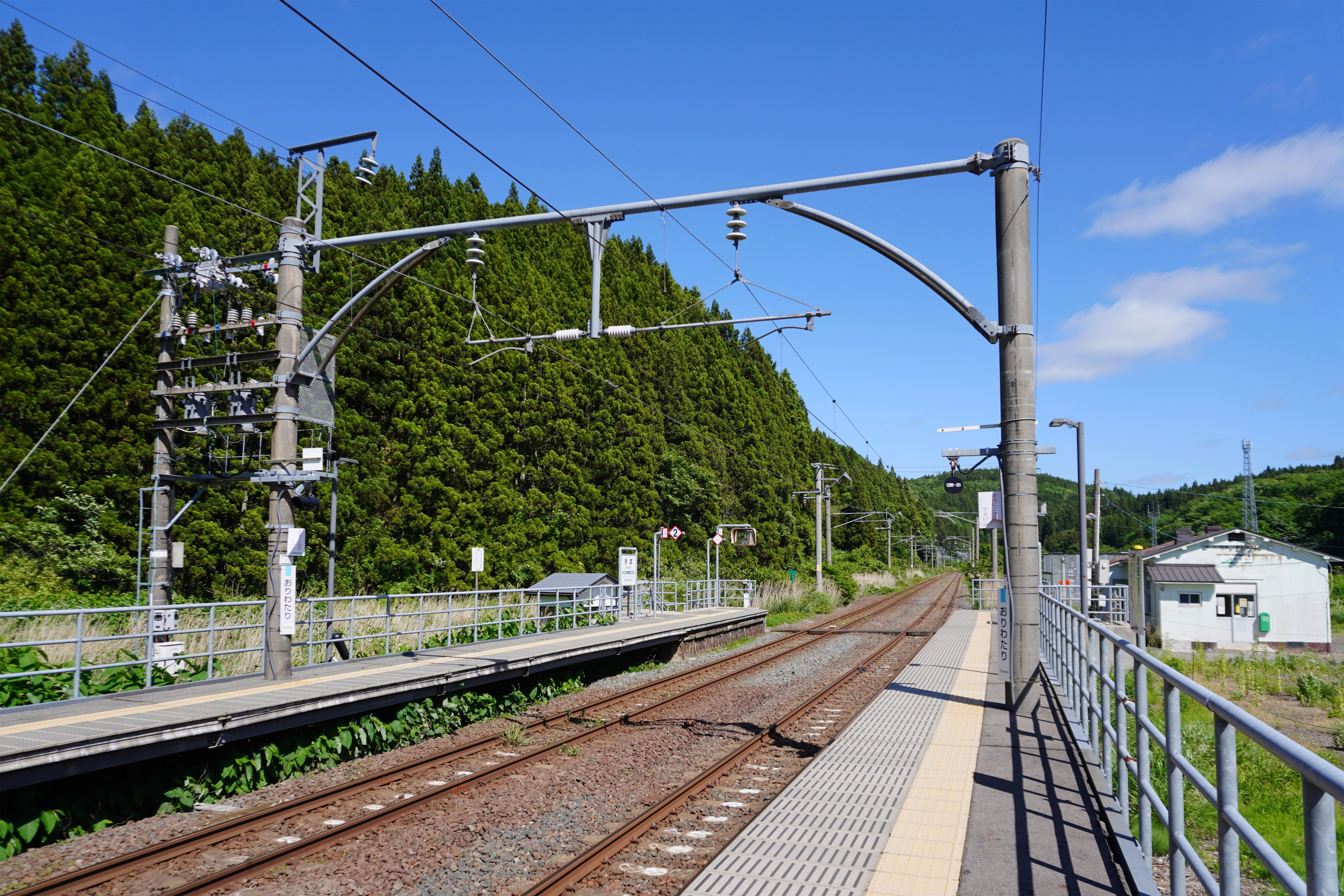
月台（2024年5月）

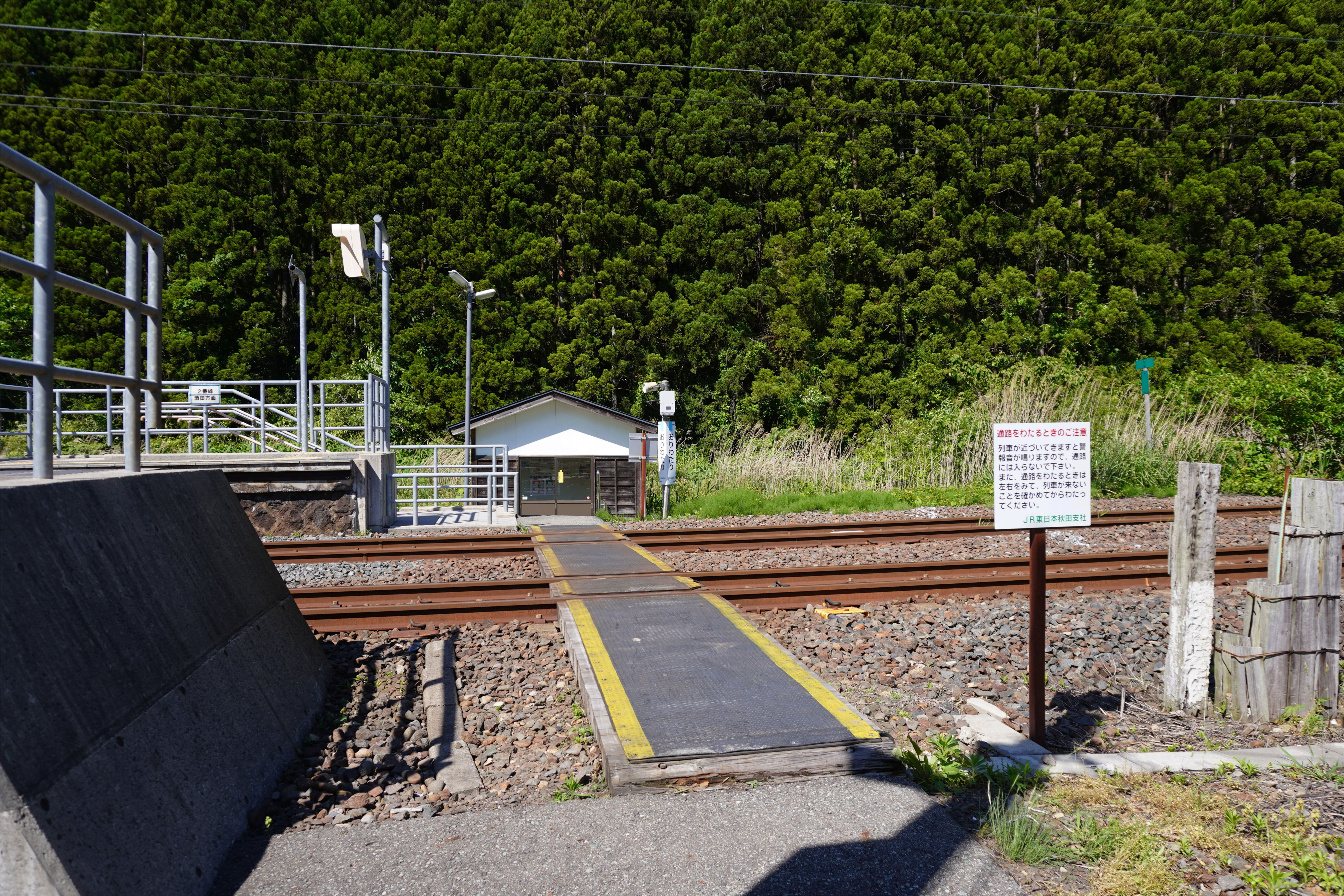
平交道（2024年5月）

本站是地面車站，設有2面2線的相對式月台。由於月台長度較短，如果4卡編成需要列車停站時，只有3卡列車可開啟車站（選擇性車門操作）。兩月台之間透過站內平交道連接，鄰近羽後岩谷的方向設有折渡隧道。此站是由羽後本莊站管理的無人車站。

### 月台
| 月台 | 路線      | 上下行 | 方向     |
| ---- | --------- | ------ | -------- |
| 1    | ■羽越本線 | 下行   | 秋田方向 |
| 2    | ■羽越本線 | 上行   | 酒田方向 |

參考

## 車站周邊
- 秋田縣道69號岩城本荘線（日语：秋田県道69号岩城本荘線）（折渡峠）
- 國道341號（日语：国道341号）

## 相鄰車站
東日本旅客鐵道
■羽越本線
□快速（只有下行1班）
通過
■普通
羽後岩谷－折渡－羽後龜田

## 注腳
1. ↑  “羽越線折渡信号場駅 駅長さんは一日交代 乗降客の安全守る 地元住民無人化に、三年前から” 秋田魁新報 (秋田魁新報社): p3. (1975年5月7日 夕刊)
2. ↑  JR東日本:駅構内図 （页面存档备份，存于）（日語）

## 外部連結
- 車站資訊（羽後折渡）：東日本旅客鐵道（日語）